# Château (domaine viticole)
Pour les articles homonymes, voir Château (homonymie).
Le château  est un terme utilisé couramment depuis le XIXe siècle, en particulier en région bordelaise, pour identifier une exploitation vitivinicole. Cette dénomination bénéficie d’une protection du droit européen au titre de « mention traditionnelle ».

## Histoire

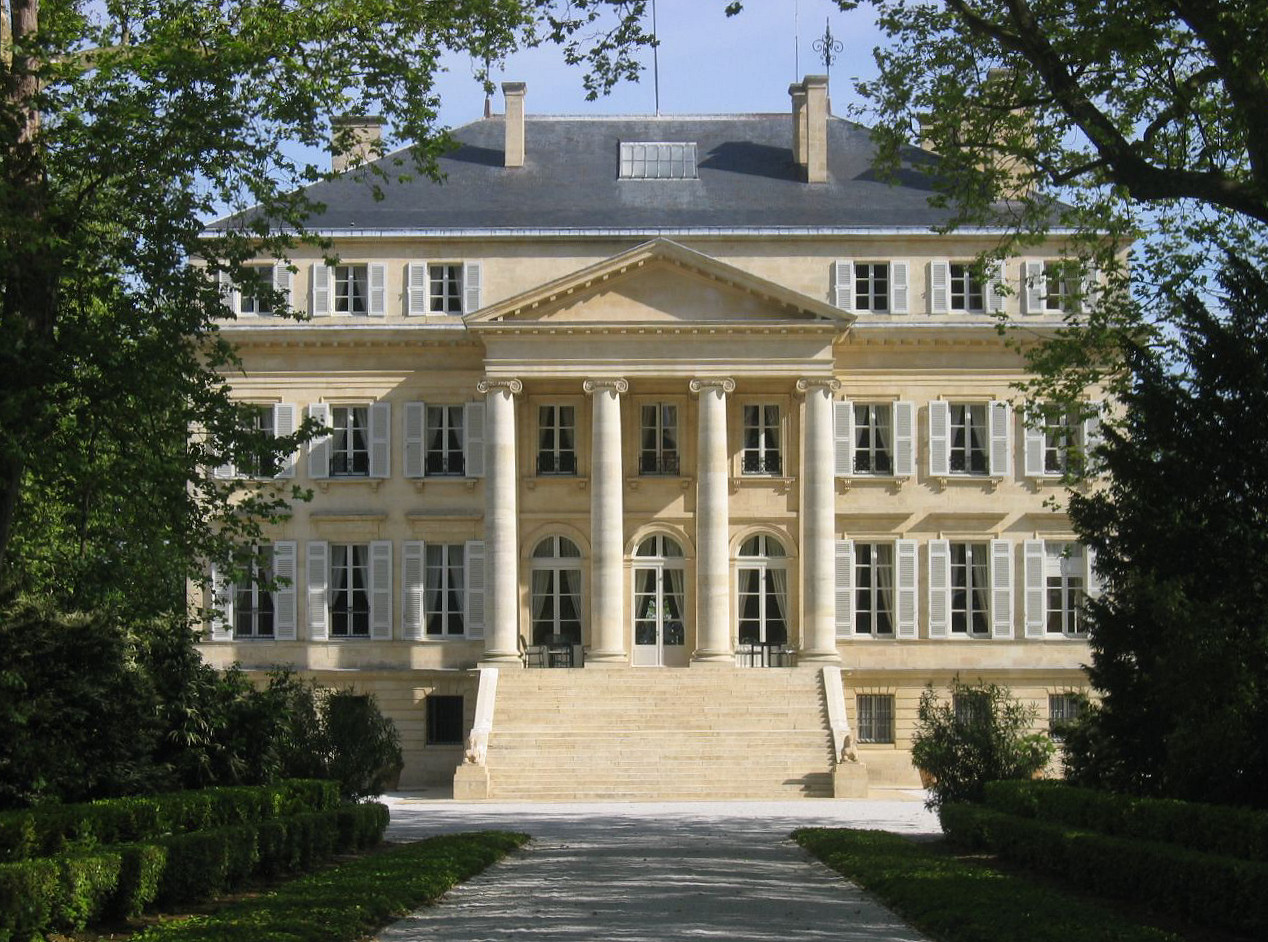
Château Margaux,
Premier vignoble à utiliser le terme « château »
dans sa dénomination.

Lors de la publication en 1855 du fameux classement des grands crus bordelais, seuls cinq vignobles sur les soixante-dix-huit proposés ont effectivement recours à la dénomination de « château ». Dix ans plus tard, lorsque Alfred Danflou dresse sa première monographie des vignobles de la région, la totalité des premiers crus, 75 % des deuxième crus, les deux tiers des troisième crus et près de la moitié des quatrièmes crus ont accolé le terme à leur dénomination, marquant le début d’une période de plus d’un siècle pendant laquelle l’engouement pour une mention ne fera que croître. Les éditions successives de la fin du XIXe et du début du XXe siècle du « Féret » sont les témoins du développement de ce phénomène, puisque ce guide enregistre 318 « châteaux » dans son édition de 1868, 800 en 1881 et 1 600 en 1908. Après une période de stabilité après la fin de la Première Guerre mondiale avec tout de même plus de 2 000 châteaux viticoles recensés, l’inflation du recours à la mention se manifeste à partir des années 1970 pour dépasser les 12 000 au début des années 2000.
Une proposition d’explication sur l’origine du choix de la mention « château » pour désigner une exploitation vitivinicole est faite dès 1868 : elle fait référence à la nécessaire hiérarchie, en qualité, entre les vins qui sous l’ancien régime provenaient des parcelles appartenant au Seigneur, les « vins du château », et ceux provenant de parcelles moins nobles.
Mise en lumière en région bordelaise, la mention « château » dans la dénomination des exploitations vitivinicoles voit son succès s’étendre bien au-delà des frontières de la Gironde, d’abord par proximité dans les autres départements de la région Aquitaine, puis progressivement vers la Méditerranée en particulier dans le vignoble du Languedoc-Roussillon et dans une moindre mesure en Provence et dans les Côtes-du-Rhône.

## Qualification juridique
Indépendamment de la volonté des producteurs d’identifier leurs vins par un marqueur qualitatif, l’évolution du droit a été un facteur significatif dans la multiplication du recours à la mention « château » dans la désignation des domaines viticoles. En 1857, soit deux ans après le classement de 1855, est publiée la première loi française de protection des marques. Ce texte législatif impose l’existence, pour le dépôt d’une marque, d’un caractère distinctif qui ne peut être simplement toponymique ou patronymique ; les propriétaires d’exploitations viticoles se voient donc contraints d’accoler à l’identification historique de leur domaine un élément distinctif, ce qui explique pour beaucoup la prolifération des « châteaux », « clos », « domaines », « mas » ou « abbayes ».
Parallèlement au développement du droit de la propriété intellectuelle, celui de la défense du consommateur va également contribuer à l’établissement d’un régime juridique sur les dénominations vinicoles. Un décret du 19 août 1921, en proscrivant en matière d’étiquetage « toute indication ou signe susceptible de créer dans l'esprit de l'acheteur une confusion sur la nature ou sur l'origine des produits », met en place les conditions d’une protection des vignobles contre une utilisation abusive des termes choisis pour les identifier. La jurisprudence, elle aussi, contribuera à préciser les contours des dénominations ; s’agissant de la mention « château », un arrêt de la Cour de cassation va notamment officialiser un état de fait déjà bien établi dans la première moitié du XXe siècle, en admettant que le terme s’applique sans qu’il soit nécessaire que le domaine viticole concerné comporte une construction suffisamment remarquable pour que le mot château s’entende de sa forme architecturale. Cette position sera confirmée, beaucoup plus tard, par la Cour de justice de l'Union européenne.
La législation et la réglementation française vont poursuivre tout au long du XXe siècle la construction d’un régime spécifique s’appuyant sur les fondements posés par la loi de 1857 et le décret de 1921. Une loi du 1er janvier 1930 réservera l’usage de la mention « château » aux vins justifiant d’une appellation d’origine, puis un décret de 1949 imposera que les vins concernés proviennent d’une exploitation agricole existant réellement et qu’elle porte effectivement ce nom.
Le régime aujourd’hui en vigueur est fixé par l’article 7 du décret du 4 mai 2012 qui impose :
- que le vin concerné bénéficie d’une appellation d'origine protégée ;
- que les raisins soient récoltés sur une parcelle appartenant à cette exploitation ;
- que la vinification soit réalisée dans l’exploitation.

## Protection de la mention traditionnelle

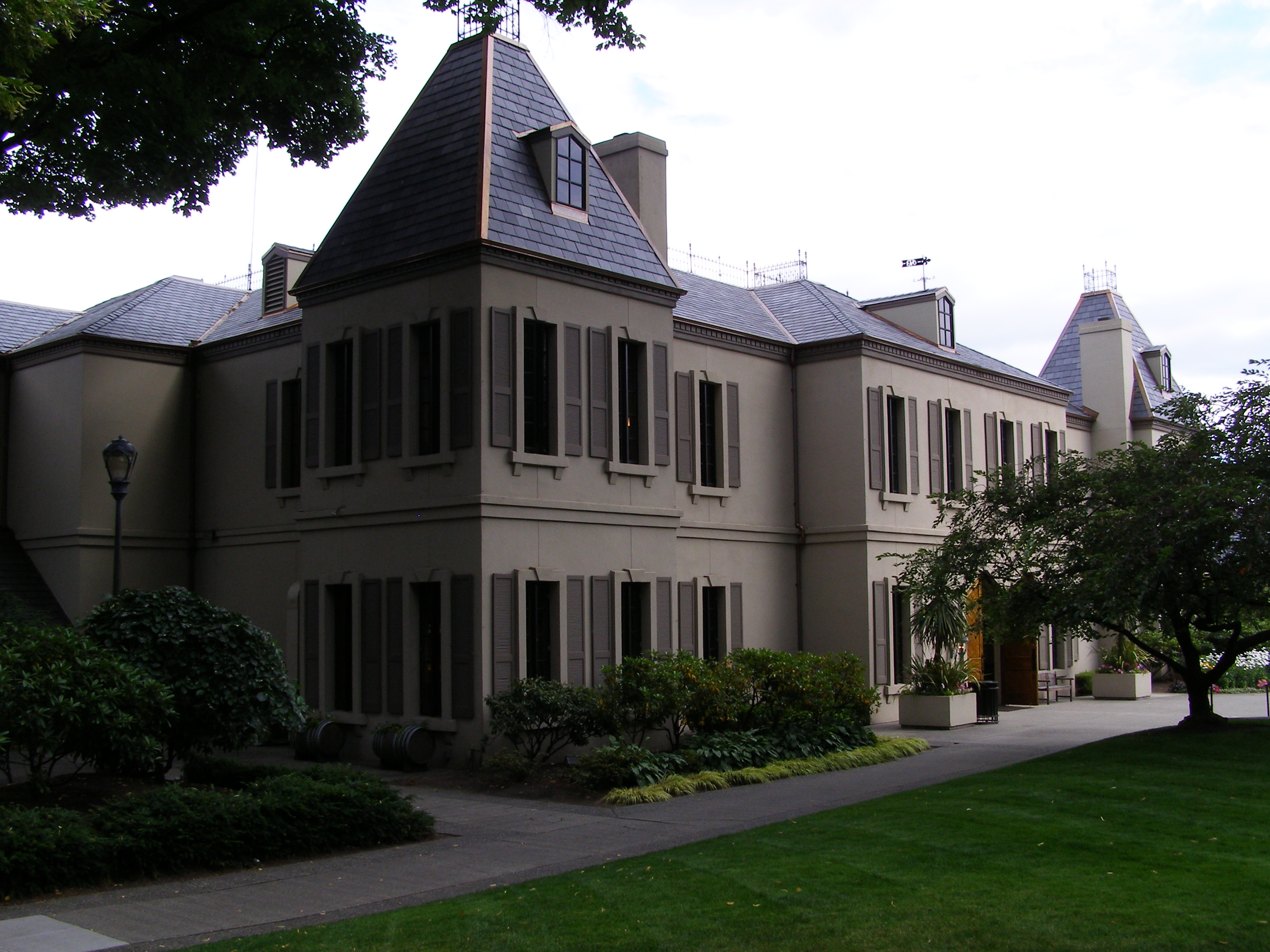
Château Ste Michelle,
Producteur de vins dans l’État de Washington
au nord-ouest des États-Unis.

Le régime juridique de la mention « château » en droit français s’inscrit en cohérence avec les dispositions de l’organisation commune du marché vitivinicole, qui assure la protection des mentions traditionnelles vitivinicoles au niveau européen depuis le début des années 1980. Elle est inscrite dans l’ordre juridique communautaire par un règlement de la Commission européenne du 26 mars 1981 qui en définissait strictement les conditions d’utilisation, en en réservant l’usage aux vins provenant « exclusivement de raisins récoltés dans des vignes faisant partie de cette même exploitation viticole et que la vinification ait été effectuée dans cette exploitation ».
Les évolutions de l’OCM vitivinicole ont maintenu le régime de protection des mentions traditionnelles et, s’agissant du terme « château », les modalités de cette protection notamment contre des utilisations par des producteurs de vins de pays tiers ont connu une mise en lumière importante à l’occasion du dépôt en 2010 par une organisation de producteurs américains d’une demande d’utilisation de cette mention en vue de l’importation de vins des États-Unis. Cette demande a suscité des réactions vives en France, au point que la Commission a ajourné sa décision sur ce sujet.

## Sources